# Jack McClelland (calciatore)
Jack McClelland, all'anagrafe John McClelland (Lurgan, 19 maggio 1940 – Lurgan, 15 marzo 1976) è stato un calciatore nordirlandese, di ruolo portiere.

## Carriera

### Club
Dopo aver giocato nella prima divisione nordirlandese con il Glenavon, club della sua città natale, con il quale vince peraltro un campionato ed una coppa nazionale, nel 1960 si trasferisce in Inghilterra, ai londinesi dell'Arsenal, militanti in prima divisione.
Gioca con i Gunners per quattro stagioni consecutive, tra il 1960 ed il 1964, disputando in totale 46 partite di campionato, quasi tutte concentrate nella stagione 1962-1963, la sua unica da titolare nel club, nella quale scende in campo in 33 occasioni; successivamente gioca in prima divisione anche con il Fulham, con cui dopo non essere mai sceso in campo nella stagione 1964-1965 gioca 21 partite nella stagione 1965-1966, 8 partite nella stagione 1966-1967 e 8 partite nella stagione 1967-1968. Nella stagione 1968-1969, invece, dopo un periodo trascorso in prestito al Lincoln City (12 presenze in terza divisione) torna ai Cottagers, con cui gioca 14 partite in seconda divisione.
Nel 1969 si trasferisce ai semiprofessionisti londinesi del Barnet, con cui gioca fino al termine della sua carriera, che si conclude il 15 marzo 1976 a causa della sua prematura morte (all'età di 35 anni) a causa di un tumore al cervello.
In carriera ha giocato complessivamente 109 partite nei campionati della Football League.

### Nazionale
Tra il 1960 ed il 1966 ha giocato complessivamente 6 partite con la nazionale nordirlandese, 3 delle quali valevoli per le qualificazioni agli Europei.

## Palmarès

### Club

#### Competizioni nazionali
- Campionato nordirlandese: 1

Glenavon: 1959-1960
- Irish Cup: 1

Glenavon: 1958-1959

#### Competizioni regionali
- Ulster Cup: 1

Glenavon: 1958-1959